# Toter Punkt (Genealogie)
Als Toter Punkt wird in der Genealogie der Endpunkt einer Ahnenlinie bezeichnet, ab dem weitere Ahnen mit naheliegenden Methoden nicht ohne weiteres zu finden sind, aber begründete Hoffnung besteht, weitere Zusammenhänge aufzuklären. Ein Toter Punkt kann dann als überwunden betrachtet werden, wenn der verwandtschaftliche Zusammenhang aus einer Quelle mit an Sicherheit grenzender Wahrscheinlichkeit belegt wird. Begründete Vermutungen müssen als solche erkennbar sein und sind allein nicht ausreichend. Im Unterschied wird von Schlussahnen gesprochen, wenn wegen generellen Mangels an Quellen die Abstammung nicht weiterzuverfolgen ist.

## Gründe für das Erreichen
- Häufig unvollständige oder uneindeutige Angaben in den benutzten Quellen, etwa bei unehelicher Geburt; bei Heirat Traueinträge ohne Angabe der Eltern (besonders bei Heiraten von unehelichen Kindern oder Wiederverheiratung); im Fall von Zuzug das Fehlen von Angaben über den Heimatort (oder ungenaue Angaben, etwa bei Zuzug aus dem Ausland) oder nur zeitweiliger Aufenthalt (siehe räumliche Mobilität).
- Uneindeutige Angaben können in gleichen Vornamen und Familiennamen bei ansässigen Familien oder unrichtigen, irrtümlichen oder in der Schreibweise veränderten Angaben in den Quellen zu Vornamen, Heimatort, Alter, Beruf etc. bestehen oder darin, dass Familien- oder Ortsnamen sich verändern, Personen mehrere Namen nebeneinander gebrauchen oder ihren Namen ändern.
- Auch bei Ortsnamen, die in der Umgebung mehrfach vorkommen (wie „Neudorf“), kann es zu einem Toten Punkt kommen.
- Weitere Ursachen sind fehlende oder lückenhafte Einträge in Kirchenbüchern, unleserliche Eintragungen oder solche an unüblicher oder versteckter Stelle (außerhalb der üblichen Ordnung).
- Nicht auszuschließen sind auch Schreib/Lesefehler durch den Quellenersteller oder den Genealogen selbst.

## Methoden zur Überwindung
Ab dem 18. Jahrhundert enthalten die Kirchenbücher zunehmend genauere Informationen, anhand derer es häufig gelingt, die Mitglieder einer Kernfamilie zu identifizieren und die Generationen miteinander zu verknüpfen. Die Angaben der Väter von Braut und Bräutigam, wenigstens des Vornamens auch der Mutter bei einer Geburt und eine Altersangabe bei Sterbeeintragungen gehören dabei zu den wichtigsten Hinweisen.
Fehlen derartige Angaben und auch die zu Beruf und Stand, so ist mit den Kirchenbüchern allein oft keine gesicherte Abstammung mehr nachzuweisen und man muss weitere Quellen in staatlichen, kirchlichen und privaten Archiven hinzuziehen.
Die Überwindung eines Toten Punktes verlangt immer, neue Quellen durchzusehen und umfangreichere als bisher. Gebräuchliche Methoden dabei sind (in der gewöhnlichen Reihenfolge): 
- Nochmalige Durchsicht der Kirchenbücher
- Erfassen aller Daten zur Person selbst (Rückrechnen des Geburtsjahrs aus dem Sterbejahr)
- Notieren aller Varianten in der Schreibweise von Personennamen und Orten; von wann bis wann wurden in der Familie Kinder getauft?
- Erfassung der gesamten Verwandtschaft in auf- und absteigender Linie und der Seitenverwandten, die gegebenenfalls Hinweise auf Namen der Ehefrau und den Herkunftsort erbringen
- Durchsicht aller Paten des gesamten Ortes und der Trauzeugen
- Einsicht in Gerichtshandelsbücher, da in ihnen bei Ortsfremden oft deren Heimatort, bei Kindern der spätere Aufenthaltsort genannt wird
- Durchsicht der Kirchenbücher und danach der Gerichtshandelsbücher der Nachbardörfer (bei Stadtbewohnern auch der Nachbarstädte, siehe Heiratskreis), wobei die Durchsicht von Steuerlisten auf vorkommende Familiennamen den Suchraum einengen kann
- Einsicht in die Ahnenstammkartei des deutschen Volkes

Als letzte Alternative verbleibt oft nur die großräumige  Verkartung des gesamten Berufs im Suchraum oder aller Namensträger oder bei Namensgleichheit die Erarbeitung eines Ortsfamilienbuchs, in das dann die Daten aus den Gerichtshandelsbüchern mit eingearbeitet werden.
Für viele Berufsgruppen, insbesondere bei Akademikern, gibt es über Kirchenbücher und Gerichtshandelsbücher hinaus spezielle Quellen (z. B. die Matrikel der Universitäten), über die man sich in der Fachliteratur informieren muss.